# 43-я Истрийская дивизия
43-я Истрийская дивизия НОАЮ (сербохорв. Четрдесеттрећа истарска дивизија НОВЈ / Četrdesettreča istarska divizija NOVJ) — воинское формирование Народно-освободительной армии Югославии, участвовавшее в Народно-освободительной войне Югославии.

## История
Сформирована 29 августа 1944 в Чабаре (Горски-Котар). В состав дивизии вошли 1-я, 2-я и 3-я истрийские бригады (в том числе и итальянский батальон имени Джузеппе Будицина. С ноября 1944 года в составе дивизии есть артиллерийский дивизион. Первый командир дивизии — Саво Вукелич, политрук — Йосип Скочилич. В оперативном подчинении дивизии были территории Истры, Горски-Котар, Хорватское Приморье и Покупле до Карловаца, а с марта 1945 года — окрестности Жумберка. Дивизия числилась в 11-м хорватском армейском корпусе, со 2 марта 1945 в составе 4-й армии.
В конце войны 43-я дивизия вела бои на передовой, штурмуя вражеские укреплённые позиции и разрушая коммуникации. В составе 11-го корпуса 24 апреля 1945 вступила на территорию Истры. В ночь с 29 на 30 апреля 1-й бригадой были взяты крепости Мраковшчина и Материя, а 5 мая — Пазин. 2-я бригада 28 апреля 1945 вышла к западу от линии Постойна—Ракек, а 5 мая при помощи 3-й бригады вела бои на линии Тополовец—Помян. 3-я бригада в ночь с 19 на 20 апреля с боем прорвалась на линию Млака—Риека, а к следующей ночи на линию Триест—Риека, прикрывая силы 9-й Далматинской дивизии и одновременно ведя бои на линии Бузет—Буе—Копар.